# Cherbocnus cabindaensis
Cherbocnus cabindaensis is een zeekomkommer uit de familie Cucumariidae.
De wetenschappelijke naam van de soort werd in 1949 gepubliceerd door Gustave Cherbonnier.